# Mandawáka
Mandahuaca (Mandawáka, Mandawaca, Mandauaca, Cunipusana), pleme američkih Indijanaca u venezuelskoj državi Amazonas (oko 3,000) na rijeci río Baria i kanalu Casiquiare, te nešto na području susjednog Brazila. Mandahuace u Brazilu žive zajedno s Baniwama na rezervatu Içana-Rio Negro (općina São Gabriel da Cachoeira) na gornjem toku rijeke Cauaboris, pritoci Rio Negra, gdje su možda nestali, a zajednička populacija iznosila je (1.032, 1988.; CEDI 1990). Mandahuace jezično pripadaju porodici Arawakan, a najsrodniji su s plemenima Adzáneni, Yabaana i Masaca.